# 双方中円墳

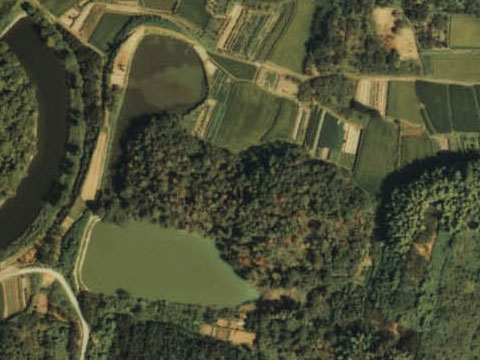
櫛山古墳（奈良県天理市）双方中円墳の1つ。
。

双方中円墳（そうほうちゅうえんふん）は、古墳の形式の1つ。円形の主丘の前後両側に方形の突出部2つが接続する形式である。

## 概要
前方後円墳が円形の主丘前面に方形の突出部を接続する形式であるのに対して、双方中円墳は主丘の前後双方に方形の突出部を接続する形式である。古墳時代前期に見られる。前方後円墳では前方部前面が正面であると考えられているが、双方中円墳の場合は厳密にどちらが正面になるのか明らかでない。
この墳形はこれまで全国で4例が知られるのみで（2015年時点）、そのうちでも櫛山古墳は片方の突出部が小さい規模をなす。なお、弥生時代の墳丘墓でも前方後円形や双方中円形を採るものが知られており、これらが定型化したものが前方後円墳・双方中円墳になると見られている。

## 一覧
- 明合古墳（三重県津市）
- 櫛山古墳（奈良県天理市、北緯34度33分24.68秒 東経135度51分7.54秒）
- 石清尾山古墳群（香川県高松市）の3基
  - 猫塚古墳（北緯34度19分39.63秒 東経134度1分25.08秒 / 北緯34.3276750度 東経134.0236333度） - 積石塚。
  - 鏡塚古墳（北緯34度19分55.72秒 東経134度1分47.73秒 / 北緯34.3321444度 東経134.0299250度） - 積石塚。
  - 稲荷山北端1号墳（北緯34度19分58.07秒 東経134度2分22.32秒 / 北緯34.3327972度 東経134.0395333度） - 積石塚。かつては前方後円墳と推測されたが、2015年の発掘調査で双方中円墳に訂正された[3]。

参考
- 楯築墳丘墓（岡山県倉敷市、北緯34度39分47.01秒 東経133度49分31.76秒） - 弥生時代の双方中円形墳丘墓。